# Spielzeugmuseum Nürnberg
Das Spielzeugmuseum Nürnberg (auch Museum Lydia Bayer) ist ein 1971 gegründetes städtisches Museum. Es gehört zu den bekanntesten Spielzeugmuseen der Welt. Auf einer Fläche von 1400 m² zeigt es eine Kulturgeschichte des Spielzeugs von der Antike bis in die Gegenwart.

## Bauwerk Haller’sches Haus
In den städtischen Urkunden Nürnbergs taucht das Haus Karlstraße 13 erstmals gegen Ende des 14. Jahrhunderts auf und das Gebäude des heutigen Spielzeugmuseums in der Karlstraße 13–15 wurde erstmals 1517 als patrizisches Anwesen von Wilhelm Haller dem Älteren als Namen „Haus im Gemsenthal“ erwähnt. 1611 erwarb der Juwelier Paul Kandler das Haus und ließ die Fassade mit einem dreistöckigen, reich verzierten Giebel im Stil der italienischen Renaissance umbauen, vermutlich durch Jakob Wolff den Älteren. Das hölzerne Chörlein mit barocken Stilmerkmalen wurde um 1720 errichtet und um 1740/50 wurde im ersten Obergeschoss eine Stuckdecke mit Rokoko-Ornamenten und halbplastischen Vogeldarstellungen eingebaut.

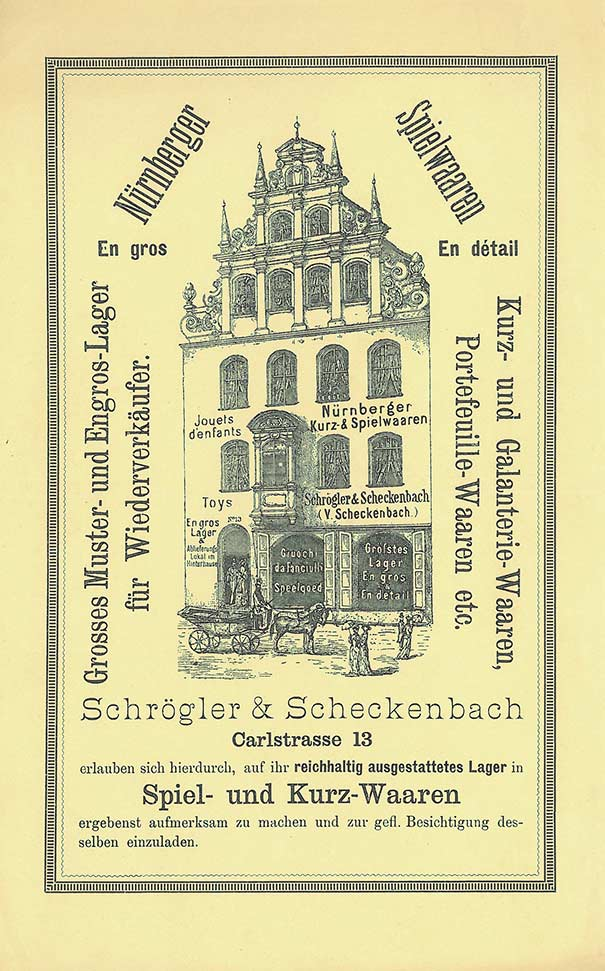
Werbeblatt der Spielwarenhandlung Schrögler & Schreckenbach, Nürnberg, um 1890

Zum Ende des 19. Jahrhunderts befand sich in dem Gebäude das Lager für Spiel- und Kurzwaren der Firma Schrögler & Scheckenbach, eine international tätige Spielwarenhandlung. Als bauliche Besonderheit weist das Haller’sche Haus im Innenhof eine Dockengalerie, eine für die Stadt typische hölzerne Galerie, die, um einen Innenhof herum gebaut, der Erschließung der umliegenden Häuser diente. Als „Docken“ wurden gedrehte, balusterförmige Holzstäbe bezeichnet, die in Galerien und bei der Herstellung arm- und beinloser Holzpuppen verwendet wurden. Der heute ins Spielzeugmuseum einbezogene Hinterhof der Karlstraße 17 war ursprünglich vierseitig umbaut und wies auf drei Seiten umlaufende Dockengalerien auf. Wie in den meisten Hinterhöfen der Nürnberger Altstadt, waren auch hier im Erdgeschoss Werkstätten untergebracht, die über Tordurchfahrten beliefert werden konnten, wobei die Kellergewölbe und Dachböden zur Lagerung von Lebensmitteln und Waren dienten.
Das Anwesen wurde während des Zweiten Weltkrieges stark beschädigt und das Haus in der Karlstraße 15 zerstört, das unter Denkmalschutz stehende Nachbarhaus Karlstraße 13 in den Folgejahren wieder aufgebaut und 1961 von der Stadt Nürnberg von den Erben des Konservenhändlers Christian Harrer erworben. Hinter der Fassade des Hauses wurde ein Museumsneubau für das Spielzeugmuseum errichtet. Das Gebäude ist Station der Historischen Meile Nürnberg.

## Museumsgeschichte

### Lydia und Paul Bayer
Der Kernbestand des Museums umfasste gut 12.000 Objekte, die jahrzehntelang von Lydia (1897–1961) und Paul Bayer (1896–1982) in Nürnberg gesammelt worden waren. Schon in den frühen 1920er Jahren, als kaum jemand im Spielzeug kulturhistorischen Wert sah, hatte das Ehepaar Bayer mit dem Aufbau einer umfassenden Spielzeugsammlung begonnen. Lydia Bayer sammelte vor allem Puppen, Puppenstuben und -küchen und Kaufläden sowie Holzspielzeug, Spiele, Kinderbücher und Blechspielzeug. Ab 1950 arbeitete Paul Bayer in Würzburg und Lydia Bayer baute dort ihre Sammlung weiter aus mit dem Ziel, ein privates Spielzeugmuseum einzurichten. Dies geschah allerdings erst nach ihrem Tod im Jahr 1962 durch ihre Tochter Lydia (1929 – 2000) und Paul Bayer. Das private Museum Lydia Bayer in der Neubaustraße in Würzburg war der Öffentlichkeit zugänglich.

### Museum

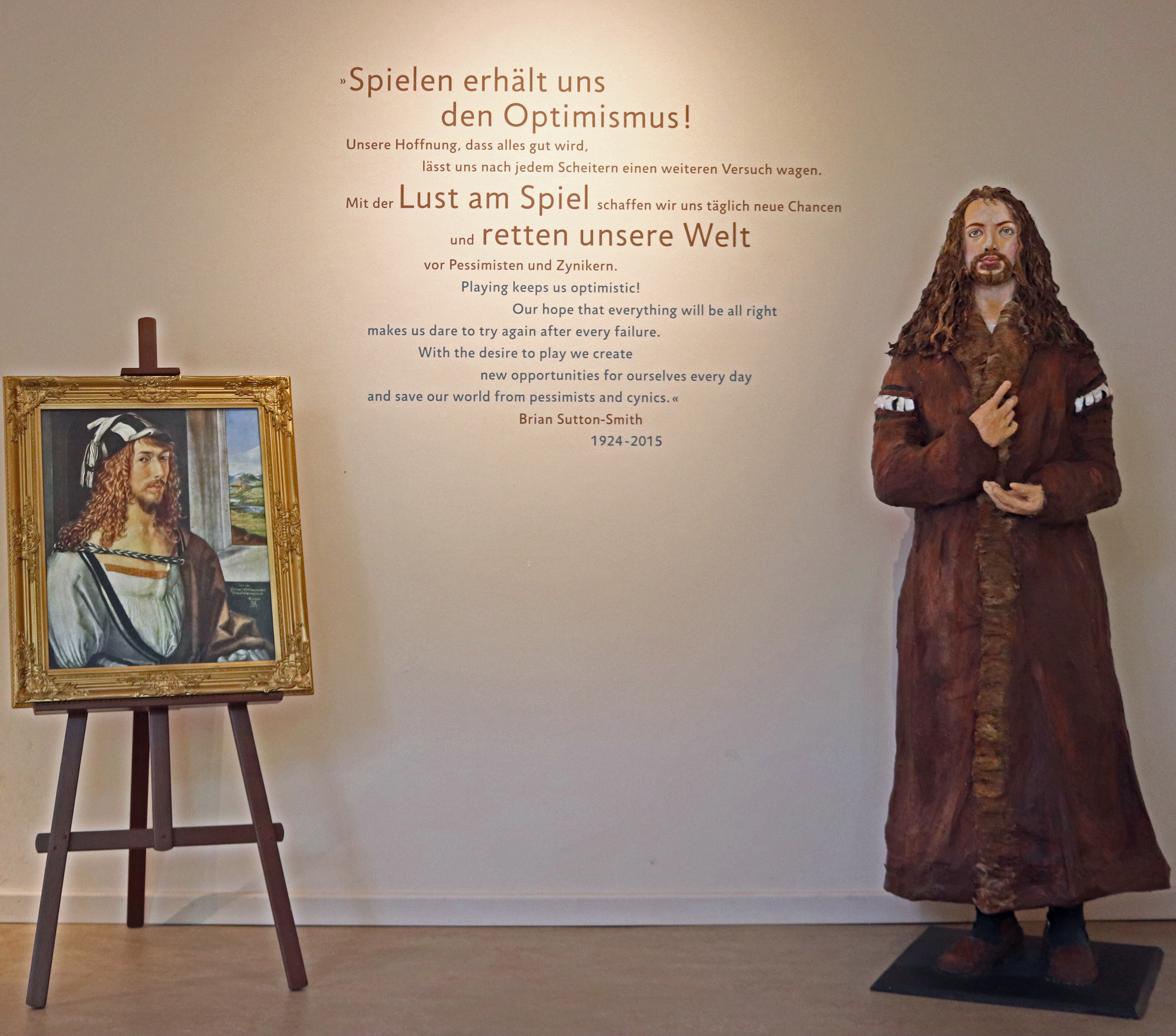
„Spielen erhält uns den Optimismus!“ (Brian Sutton-Smith). Programmatisches Zitat zwischen Albrecht Dürers Selbstbildnis und einer Pappmaché-Skulptur von Christiane Altzweig im Foyer des Museums

Die Stadt Nürnberg übernahm 1966 über den Kulturreferenten Hermann Glaser die Bestände des Ehepaars Bayer, da in der „Spielzeugstadt“ noch keine entsprechende Sammlung vorhanden war. Das Haller’sche Haus in der Karlstraße konnte 1971, unterstützt vom Förderverein des Spielzeugmuseums, bezogen werden. Unter der Leitung von Lydia Bayer, der Tochter des Ehepaares Bayer, entwickelte sich das Spielzeugmuseum zu einem außergewöhnlich erfolgreichen Museum von internationaler Ausstrahlung. 1989 wurde die Ausstellungsfläche durch einen Erweiterungsbau in der Karlstraße 15 auf 1200 m² und 1998 durch den Dachausbau auf 1400 m² erweitert. Die Leiterin Lydia Bayer ging 1994 in den Ruhestand, der neue Leiter wurde der Historiker Helmut Schwarz. Ebenfalls 1994 wurde der Verbund Museen der Stadt Nürnberg ins Leben gerufen, zu dem neben dem Albrecht-Dürer-Haus, dem Stadtmuseum im Fembohaus, dem Tucherschloss, dem Museum Industriekultur, dem Dokumentationszentrum Reichsparteitagsgelände und dem Memorium Nürnberger Prozesse auch das Spielzeugmuseum und das Deutsche Spielearchiv Nürnberg angehört. Helmut Schwarz realisierte neue Projekte wie einen Kinderspielbereich im Dachgeschoss des Museums, den Museumsspielplatz mit Café oder das virtuelle Depot, er ging 2014 in den Ruhestand.
Neue Leiterin des Museums wurde die Medien- und Wirtschaftshistorikerin Karin Falkenberg, die die weitere Modernisierung des Museums vorantrieb. Seit dem 19. Dezember 2019 steht das Spielzeugmuseum gemeinsam mit dem Bayerischen Spiele-Archiv München-Haar durch einen Antrag zur „Förderung von Brettspielen“ als Immaterielles Kulturerbe im „Register Guter Praxisbeispiele“ des bayerischen Landesverzeichnisses zum UNESCO-Welterbe. Falkenberg ließ bis 2021 für 1,1 Millionen Euro aus Erbschaften, Spenden und Stiftungsmitteln das Foyer des Museums im Erdgeschoss umbauen und startete damit ihr Projekt, das Museum zu einem „Emotionalen Weltmuseum“ der Zukunft umzubauen. Für die Transformation erarbeitete sie ein umfassendes Nachhaltigkeitsstrategie sowie eine Gemeinwohlbilanz für das Museum.

## Sammlung und Ausstellungen

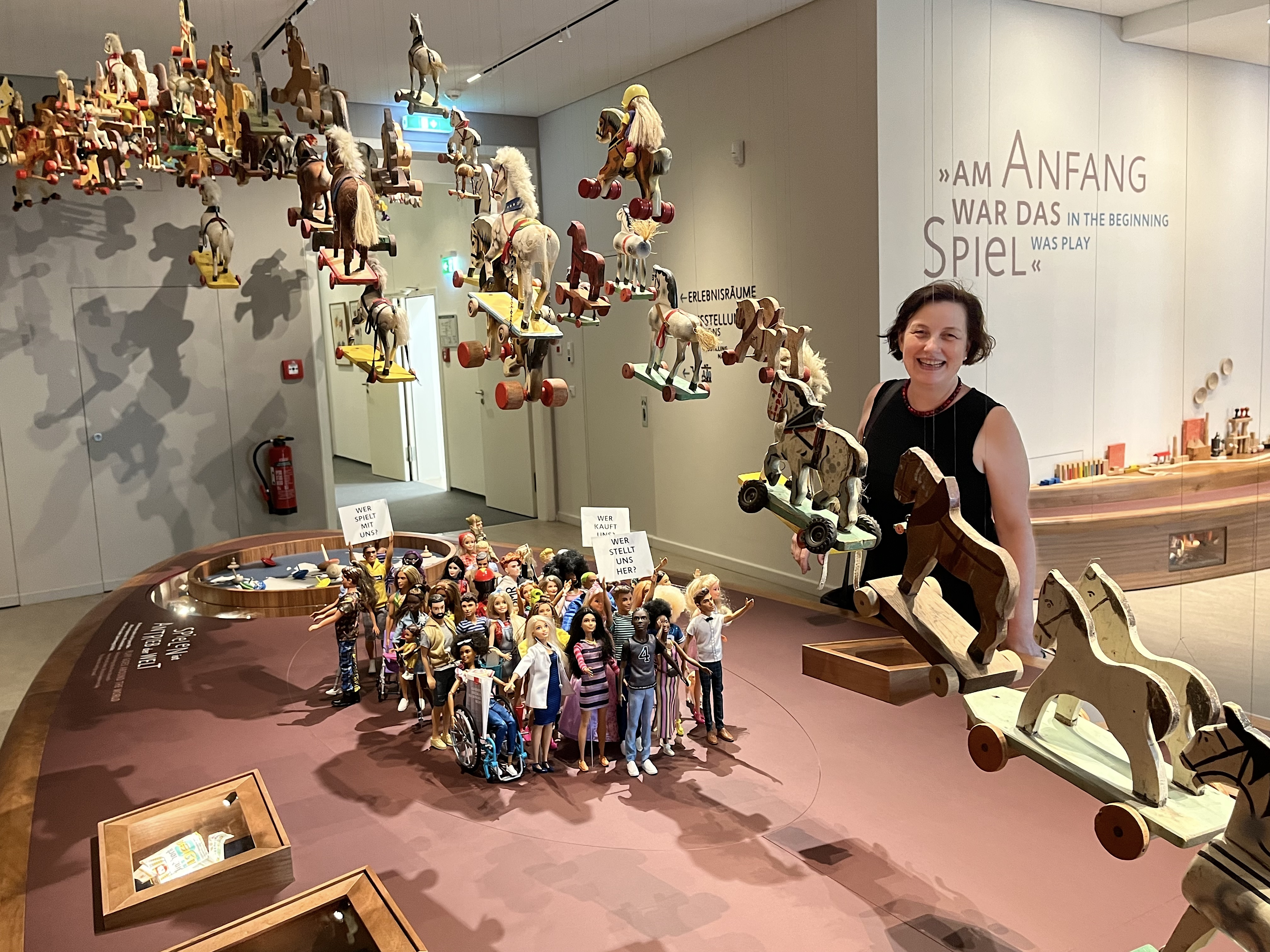
Karin Falkenberg im Spielzeugmuseum Nürnberg

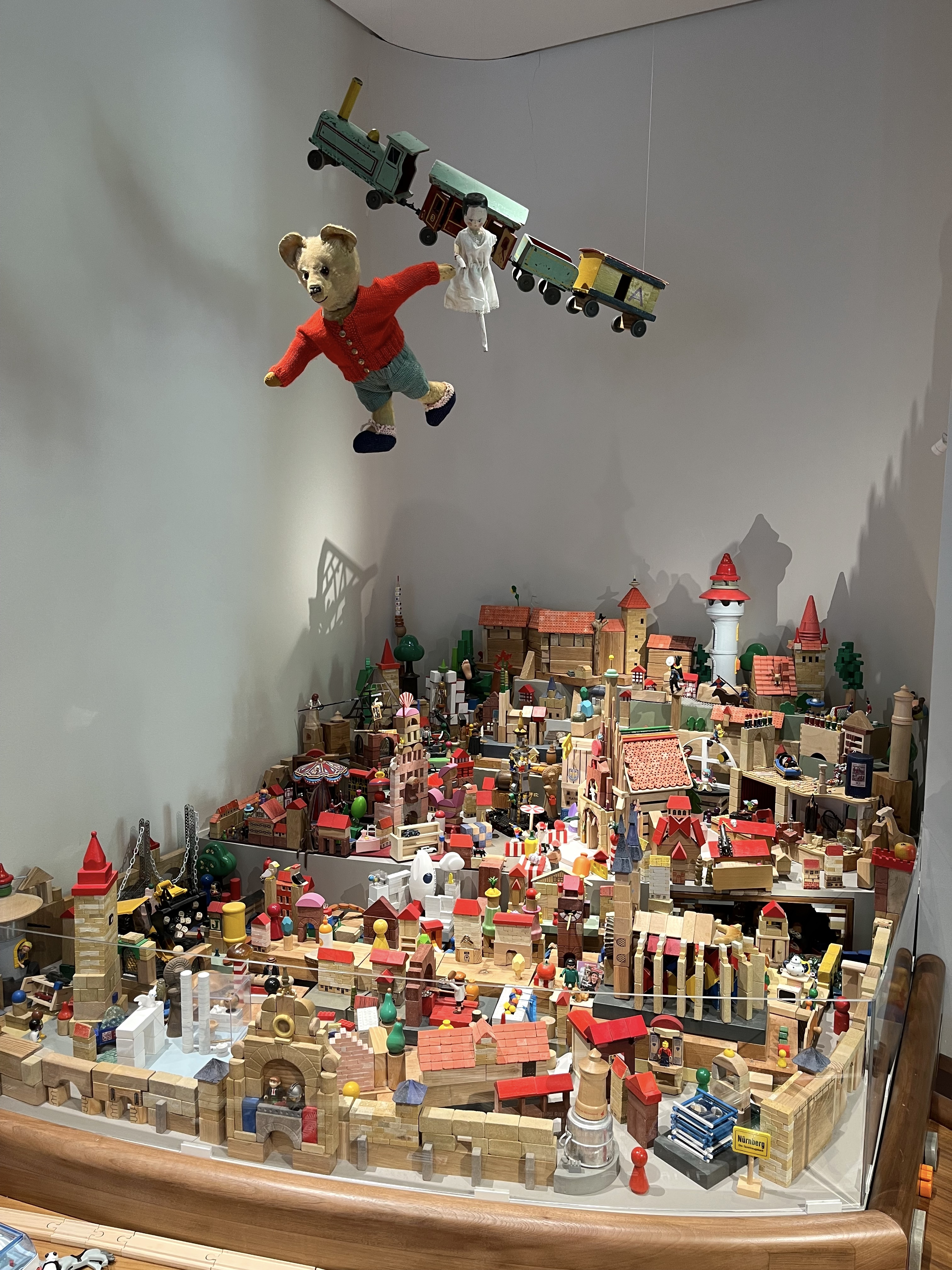
Spielzeuginstallation im Foyer des Spielzeugmuseums Nürnberg

Die Sammlung umfasst etwa 87.000 Objekte, wovon aber nur ca. fünf Prozent im Museum zu sehen sind. Die übrigen befinden sich im Museumsdepot, können aber über die Homepage besichtigt werden. Sie bietet einen Überblick über die Kulturgeschichte des Spielzeugs. Die zeitliche Spannweite der Exponate reicht von der Antike bis zur Gegenwart, wobei der Schwerpunkt auf der Spielzeugentwicklung der letzten 200 Jahre liegt. Hierbei wird vor allem die besondere Rolle Nürnbergs als Weltstadt des Spielzeugs im Zeitalter der Industrialisierung deutlich, begründet durch die ortsansässige Spielwarenindustrie.

### Dauerausstellungen und andere Museumsräume
- Außenbereich

Café im Spielzeugmuseum mit Spielplatz (Kletterpyramide, Kugelbahn, Spielgerüst, Labyrinth, Zerrspiegel)
- Erdgeschoss

Spielen ist Dialog mit der Welt: 7 Weltnarrative zum Spielzeug
Sonderausstellungen/Veranstaltungsraum für Wechselausstellungen und -veranstaltungen
Kasse/Shop
- Zweiter Stock

Puppen, Puppenhäuser, Aufstellfiguren: Puppenstuben, Puppenküchen, Aufstellfiguren aus Zinn oder Papier
Seit 2000 gibt es dort eine neue Museumseinheit mit optischem Spielzeug z. B. Guckkasten, Laterna magica und Stereoskop.
- Dritter Stock

Welt der Technik: Modelleisenbahnanlage im Maßstab 1:64 und der Spur S die den Eisenbahnknotenpunkt Omaha Union Station im US-Bundesstaat Nebraska mit dem Verkehrsnetz der Umgebung nachgebildet. Zahlreiche Fahrzeuge, Eisenbahnen, Dampfmaschinen, bewegliche Figuren und weiteres technisches Spielzeug
- Dachgeschoss

Spielzeug seit 1945: Lego, Barbie, Playmobil und weiteres aktuelles Spielzeug.
Im neu entstandenen Kinderbereich Kids on top können Kinder spielen, basteln, mit verschiedenen Baukästen experimentieren, kickern oder auch in Kinderbüchern lesen.

### Sonderausstellungen
Seit 2007 finden regelmäßig Sonderausstellungen statt:
- Alte Liebe! Spielzeug aus Kaugummi-Automaten. (7. Juli bis 3. Oktober 2022)
- Spielzeug und Rassismus – Perspektiven, die unter die Haut gehen (15. Juli 2021 bis 9. Januar 2022, verlängert bis 11. September 2022!)
- Notspielzeug – Die Phantasie der Nachkriegszeit (26. Juni 2015–1. Februar 2016)
- Made in GDR – DDR-Spielzeug für die Welt (21. November 2014–12. April 2015)
- Die Welt im Spiel – 40 Jahre Playmobil (10. April–19. Oktober 2014)
- Die Spielzeugstadt – Nürnberg und die Spielzeugwelt (16. Mai 2013–9. März 2014)
- Die Weihnachtsbescherung – Stubenschmuck und Gabentisch (30. November 2012–4. Januar 2013)
- Schaustück des Monats Oktober 2012: Kruse gegen Bing – Künstlerpuppe und Industriekopie (1.–31. Oktober 2012)
- Bärenstark! – Tiere in der Spielzeugwelt (23. März–21. Oktober 2012)
- ABC und Einmaleins (12. November 2010–20. Februar 2011)
- Alle einsteigen! – Spielen mit der Eisenbahn (26. März–10. Oktober 2010)
- Frühling, Sommer, Herbst und Winter – Die vier Jahreszeiten im Spielzeug (13. November 2009–21. Februar 2010)
- Leise rieselt der Schnee … – Vom Zauber der weißen Weihnacht (27. November 2009–5. Januar 2010)
- Der Griff nach den Sternen – Weltraum- und Roboterspielzeug (3. April–11. Oktober 2009)
- Das kleine Ganze – Miniaturspielzeug aus dem Erzgebirge (14. November 2008–22. Februar 2009)
- Maßstab 1:x – Die Welt im Modell (20. Juni–12. Oktober 2008)
- Spielen im Freien, Staunen im Dunkeln (1. Mai–28. Oktober 2007)
- Ritter, Burgen und Turniere – Das Mittelalter im Spielzeug (23. März–30. September 2007)

## Gockelreiterbrunnen
Anlässlich der Eröffnung des Museums im Dürerjahr 1971 wurde der von dem Nürnberger Künstler Michael Mathias Prechtl entworfene Brunnen vor dem Spielzeugmuseum aufgestellt. Aus einem Waschbetonbecken steigt eine Röhre mit der bunt bemalten und spielerisch verfremdeten Keramikfigur des Gockelreiters auf. Ein Eisengitter umgibt die Figur. Die kleine Anlage steht in der Tradition des Nürnberger Kleinbrunnens. Durch ihre an Holzspielzeug erinnernde Form verweist die Brunnenfigur zum einen auf die Funktion des Museums, zum anderen erinnert sie auch an Nürnberg als Spielzeugstadt.